# 長崎市立銭座小学校
長崎市立銭座小学校（ながさきしりつ ぜんざしょうがっこう、Nagasaki City Zenza Elementary School）は、長崎県長崎市銭座町にある公立小学校。

## 概要
歴史
1902年（明治35年）に開校した「銭座尋常小学校」を前身とする。
学校教育目標
「人権尊重の精神を基盤として、共に生きる豊かな心と、たくましい身体を持ち、自ら学ぶ意欲と確かな学力を身につけた人間性豊かな児童を育成する。」
校章
長崎を象徴する「鶴」をモチーフにした校章となっている。
校区
中学校区は長崎市立淵中学校。

## 沿革
- 1902年（明治35年）
  - 1月31日 - 「銭座尋常小学校」が開校。
  - 3月 - 高等科を併置し、「銭座尋常高等小学校」と改称。
- 1906年（明治39年）5月 - 銭座夜学校を併設。
- 1925年（大正14年）3月24日 - 増築校舎（鉄筋コンクリート造3階建て）が完成。
- 1926年（大正15年）7月1日 - 青年訓練所を併設。
- 1930年（昭和5年）3月 - 銭座実業補習学校を廃止。
- 1935年（昭和10年）4月1日 - 青年学校令公布に伴い、銭座青年学校を併設。
- 1941年（昭和16年）4月1日 - 国民学校令に伴い、「銭座国民学校」と改称。
- 1944年（昭和19年）3月31日 - 併設されていた銭座青年学校が統廃合のため、廃止。
- 1945年（昭和20年）
  - 8月9日 - 原爆投下で発生した火災が広がり、校舎が全焼。
  - 9月15日 - 長崎県下の中学校（旧制）、国民学校の授業が再開。校舎が全焼したため、稲佐国民学校の校舎で授業を開始。
- 1946年（昭和21年）
  - 1月21日 - 食糧事情の悪化により、2月9日までの約20日間長崎市内の国民学校が一斉に休校となる。
- 1947年（昭和22年）4月1日 - 学制改革（六・三制の実施）に伴い、「長崎市立銭座小学校」（現在名）と改称。校舎完成が間に合わず、長崎市立稲佐小学校で授業を行う。
- 1948年（昭和23年）
  - 1月10日 - 校舎が完成し、移転。
  - 2月11日 - 復興祝賀祭を挙行。
- 1958年（昭和33年）- 児童数の増加に伴い、2部授業を実施。その後小学校新設などが行われ、次第に2部授業は解消されていく。

## 原子爆弾の被害
- 爆心地（北緯32度46分24.8秒 東経129度51分47.1秒 / 北緯32.773556度 東経129.863083度）から約1.5離れていた当時の銭座国民学校は、まず原子爆弾の投下直後に吹き上がった爆風で木造校舎が全壊し、その後延焼した火事により全焼した。投下当日、児童は登校しておらず、学校には校長のみがいた。他の教職員は長崎医科大学（現長崎大学医学部）のグランド近くにあった畑と、西郷（現 西町）にあった学校の畑で作業を行っていた。長崎市教育委員会の調べによると、畑で農作業を行っていた教職員はすべて死亡し、原子爆弾投下前の児童在籍数850名のうち約500名が学校外で亡くなったと推定されている。

## 交流
- 山都町立矢部小学校（熊本県、旧浜町小学校）と交流を行っている。

## 著名な出身者
- 清水崑（漫画家）
- 麻生祐未（女優）

## アクセス
最寄りの鉄道駅
- JR九州長崎本線浦上駅
- 長崎電気軌道本線 銭座町停留場下車、徒歩5分。

最寄りのバス停
- 長崎バス・長崎県営バス「銭座町」バス停下車後、徒歩5分。

最寄りの国道・県道
- 国道206号線

## 周辺
- 聖徳寺・聖徳保育園
- 宝町公園
- 三菱重工幸町工場
- 長崎ブリックホール
- みらい長崎ココウォーク
- ベストウェスタンプレミアホテル長崎（旧プリンスホテル長崎）
- 長崎市立西坂小学校

## 関連事項
- 長崎県小学校一覧